# Karl Blum (Politiker)
Karl Blum (* 15. April 1878 in Pehlitz; † 29. März 1945 in Jeßnitz) war ein deutscher Politiker (SPD).

## Leben
Nach dem Besuch der Volksschule erlernte Blum das Schlosserhandwerk und besuchte nach Abendkursen die Staatliche Maschinenbauschule in Magdeburg. Er arbeitete bis 1920 als Schlosser und Maschinenbauer in einer Armaturenfabrik, engagierte sich daneben gewerkschaftlich und war von 1907 bis 1919 Betriebsobmann des Deutschen Metallarbeiter-Verbandes. Von September 1920 bis 1933 war er hauptberuflich als SPD-Parteisekretär für die Kreise Jerichow I und II mit Sitz in Burg tätig.
Blum war von 1920 bis 1928 ehrenamtlicher Amtsvorsteher in Biederitz. Bis 1933 war er Mitglied des Kreistages und des Kreisausschusses sowie stellvertretender Landrat des Landkreises Jerichow I. Zudem war er Mitglied des Bezirksausschusses des Regierungsbezirkes Magdeburg. 1928 wurde er in den Preußischen Landtag gewählt, dem er bis 1933 angehörte.
Nach der Machtübernahme der Nationalsozialisten wurde Blum bis Weihnachten 1933 im KZ Lichtenburg inhaftiert.